# Basedow, Mecklenburgische Seenplatte
Basedow là một đô thị thuộc huyện Mecklenburgische Seenplatte (trước thuộc Vorpommern-Greifswald (trước thuộc Demmin)), bang Mecklenburg-Vorpommern, Đức. Đô thị Basedow, Demmin có diện tích 35,41 km², dân số thời điểm ngày 31 tháng 12 năm 2006 là 780 người.